# Aeroportul Tabatinga
Aeroportul Tabatinga (IATA: TBT, ICAO: SBTT) este un aeroport din Amazonas, Brazilia ce deservește zona Tabatinga⁠(d). Aeroportul a fost tranzitat în 2022 de 64.808 pasageri. A fost numit după zona deservită.
Situat la o altitudine de 85 m, aeroportul dispune de 1 pistă. Este operat de Infraero⁠(d).

## Infrastructură

### Piste
Aeroportul dispune de o singură pistă. Pista 12/30 are suprafața de asfalt și dimensiunile 2.150 m × 45 m. 